# Синявино (Калузька область)
Синявино (рос. Синявино) — присілок в Мединському районі Калузької області Російської Федерації.
Населення становить 3 особи. Входить до складу муніципального утворення Село Адуєво.

## Історія
Від 2004 року входить до складу муніципального утворення Село Адуєво.

## Населення
| 2002 | 2010 |
| ---- | ---- |
| 4    | ↘3   |